# Lingua ewondo
La lingua Ewondo (Kolo) è una lingua facente parte delle lingue Bantù parlata dal popolo Ewondo nel Camerun, nel 1982 la lingua contava 577.700 madrelingua.
L'Ewondo è una lingua commerciale.

## Distribuzione
Viene parlata nel Camerun centro-meridionale , nelle regioni di Mfoundi, Mefou-et-akono, Nyong-et-So'o, Nyong-et-Foumou (Cameroon centrale) e parte della regione di Océan (Cameroon meridionale) .

## Storia
La lingua si è originata nelle foreste a sud del fiume Sanaga.

## Fonologia

### consonanti
|                |                | labiale | alveolare | palatale | velare | labio- veòare | glottidale |
| -------------- | -------------- | ------- | --------- | -------- | ------ | ------------- | ---------- |
| occlusiva      | senza voce     | P       | T         |          | K      |               |            |
| occlusiva      | doppiato       | B       | D         |          | g      |               |            |
| occlusiva      | prenasale      |         |           |          |        |               |            |
| affricare      | senza voce     |         |           |          |        |               |            |
| affricare      | doppiato       |         |           |          |        |               |            |
| affricare      | prenasale      |         |           |          |        |               |            |
| fricativo      | senza voce     | F       | S         |          |        |               | H          |
| fricativo      | doppiato       | V       | Z         |          |        |               |            |
| fricativo      | prenasale      |         |           |          |        |               |            |
| nasale         | nasale         | M       | N         |          | N      |               |            |
| laterale       | laterale       |         | I         |          |        |               |            |
| rotico         | rotico         |         | R         |          |        |               |            |
| approssimativo | approssimativo |         |           | j        |        | w             |            |

### Vocali
|               | davanti | centrale | indietro |
| ------------- | ------- | -------- | -------- |
| Vicino        | io      |          | tu       |
| Vicino a metà | e       | ə        | o        |
| Aprire a metà |         | ə        |          |
| Aprire        |         | UN       |          |

### Sistema alfabetico
| Lettere Maiuscole | Lettere Maiuscole | Lettere Maiuscole | Lettere Maiuscole | Lettere Maiuscole | Lettere Maiuscole | Lettere Maiuscole | Lettere Maiuscole | Lettere Maiuscole | Lettere Maiuscole | Lettere Maiuscole | Lettere Maiuscole | Lettere Maiuscole | Lettere Maiuscole | Lettere Maiuscole | Lettere Maiuscole | Lettere Maiuscole | Lettere Maiuscole | Lettere Maiuscole |
| ----------------- | ----------------- | ----------------- | ----------------- | ----------------- | ----------------- | ----------------- | ----------------- | ----------------- | ----------------- | ----------------- | ----------------- | ----------------- | ----------------- | ----------------- | ----------------- | ----------------- | ----------------- | ----------------- |
| HA                | B                 | D                 | Dz                | E                 | Ə                 |                   | F                 | G                 | GB                | H                 | IO                | K                 | Kp                | L                 | M                 | MB                | Mgb               | Mgb               |
| Lettere Minuscole |                   |                   |                   |                   |                   |                   |                   |                   |                   |                   |                   |                   |                   |                   |                   |                   |                   |                   |
| ha                | b                 | d                 | dz                | e                 | ə                 | ɛ                 | f                 | g                 | gb                | h                 | io                | k                 | kp                | l                 | m                 | mb                | mgb               | mgb               |
| Lettere Maiuscole |                   |                   |                   |                   |                   |                   |                   |                   |                   |                   |                   |                   |                   |                   |                   |                   |                   |                   |
| Mv                | N                 | Nd                | Ndz               | Ng                | Ny                | Ŋ                 | O                 |                   | P                 | R                 | U                 | T                 | Ts                | S                 | V                 | W                 | Y                 | Z                 |
| Lettere Minuscole |                   |                   |                   |                   |                   |                   |                   |                   |                   |                   |                   |                   |                   |                   |                   |                   |                   |                   |
| mv                | n                 | nd                | ndz               | ng                | ny                | ŋ                 | o                 |                   | p                 | r                 | u                 | t                 | ts                | s                 | v                 | w                 | y                 | z                 |